# WRS
Andrei-Ionuț Ursu (16 januari 1993) is een Roemeense zanger, danser en songwriter. Professioneel is hij beter bekend onder de naam WRS.

## Biografie
Ursu werd op 16 januari 1993 geboren in Buzău. Op 12-jarige leeftijd werd hij door zijn ouders aangespoord om te beginnen met dansen, aangezien zij zelf volksdanser zijn.
In 2015 startte zijn muzikale carrière door lid te worden van de boyband Shot. Na twee jaar verliet hij de groep om naar Londen te verhuizen, alwaar hij begon met het componeren van muziek. In januari 2020 kwam WRS' debuutsingle Why uit. In 2022 deed hij mee aan Selecția Națională, de Roemeense preselectie voor het Eurovisiesongfestival. Met zijn lied Llámame won hij, waardoor hij zijn vaderland mocht vertegenwoordigen op het Eurovisiesongfestial 2022, dat werd gehouden in de Italiaanse stad Turijn. WRS eindigde 9e in de halve finale en 18e in de finale.
1994: Dan Bittman · 
1998: Mălina Olinescu · 
2000: Taxi · 
2002: Monica Anghel & Marcel Pavel · 
2003: Nicola · 
2004: Sanda Ladoși · 
2005: Luminița Anghel & Sistem · 
2006: Mihai Trăistariu · 
2007: Todomondo · 
2008: Nico & Vlad Miriță · 
2009: Elena Gheorghe · 
2010: Paula Seling & Ovi · 
2011: Hotel FM · 
2012: Mandinga · 
2013: Cezar · 
2014: Paula Seling & Ovi · 
2015: Voltaj · 
2017: Ilinca feat. Alex Florea · 
2018: The Humans · 
2019: Ester Peony · 
2021: Roxen · 
2022: WRS · 
2023: Theodor Andrei